# Taille des arbres fruitiers

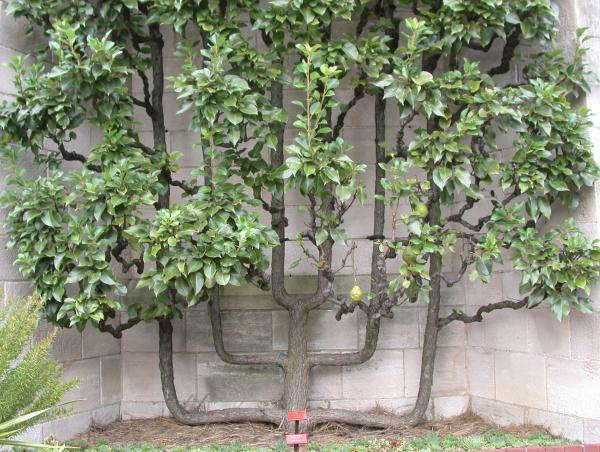
Poirier formé en palmette Verrier. Ce type de forme n'est plus utilisée que par les jardiniers amateurs.

La taille des arbres fruitiers est une technique d'arboriculture fruitière consistant à tailler les branches et rameaux des arbres fruitiers pour leur donner une forme particulière permettant d'améliorer leur fructification en optimisant leur exposition à la lumière.
En effet, l'évolution naturelle d'un arbre fruitier conduit bien souvent au développement d'un houppier très ramifié au détriment de la fructification : les fruits sont de moins en moins nombreux et de plus en plus petits.
Après une taille de formation, l'arbre dispose d'une ramification plus aérée limitant la vulnérabilité aux maladies cryptogamiques (moniliose, fumagine) et facilitant la photosynthèse qui aboutira à de beaux et gros fruits.

## Rôle de la taille fruitière
La taille aide à une meilleure mise à fruit en éliminant les pousses en surnombre se gênant les unes les autres. Elle permet de concentrer un maximum de sève sur les fruits qu'on a choisi de conserver au moment de l'éclaircissage. Elle permet également, par des tailles répétées, de limiter la croissance de l'arbre, ce qui facilite la récolte.
Les tailles importantes se pratiquent pendant le repos végétatif (descente de sève) donc en hiver en évitant les périodes de gel.
On coupe toujours au-dessus d'un œil qu'on souhaite voir pousser (puisque c'est lui qui recevra l'afflux de sève). Il ne faut donc jamais tailler au-dessus d'un œil orienté vers l'intérieur de l'arbre.

## Types de tailles
Chaque espèce, voire chaque variété, obéit à des principes propres mais on distingue deux catégories principales d'arbres fruitiers : 
- les arbres à pépins (pommiers, poiriers), qui portent des fruits sur des branches anciennes et pour lesquels la taille d'un rameau donné est une opération qui ne donne de résultats tangibles que plusieurs années après. Le principe de base de cette taille est de couper en hiver (hors gelées) tous les rameaux poussant à la verticale. En effet, ces rameaux sont généralement ce qu'on appelle des "rameaux à bois" et ne produisent donc pas de fruits. On les taille donc pour ne laisser que les rameaux poussant à l'horizontale ou vers le bas qui seront, eux, porteurs de nombreux fruits. La taille de fructification peut être complétée de déformation de rameaux (arcure), destinée à accélérer l'évolution des bourgeons en yeux à fruits. L’été, on pratique pincement et taille en vert.

- les arbres à noyaux (pruniers, pêchers) qui portent des fruits sur des rameaux de l'année précédente et pour lesquels on n'agit que pour la production de l'année à venir, mais en respectant le potentiel de développement des arbres, car les bourgeons latents de ceux-ci perdent en quelques années la faculté de se développer (annulation des yeux).

## Taille de formation

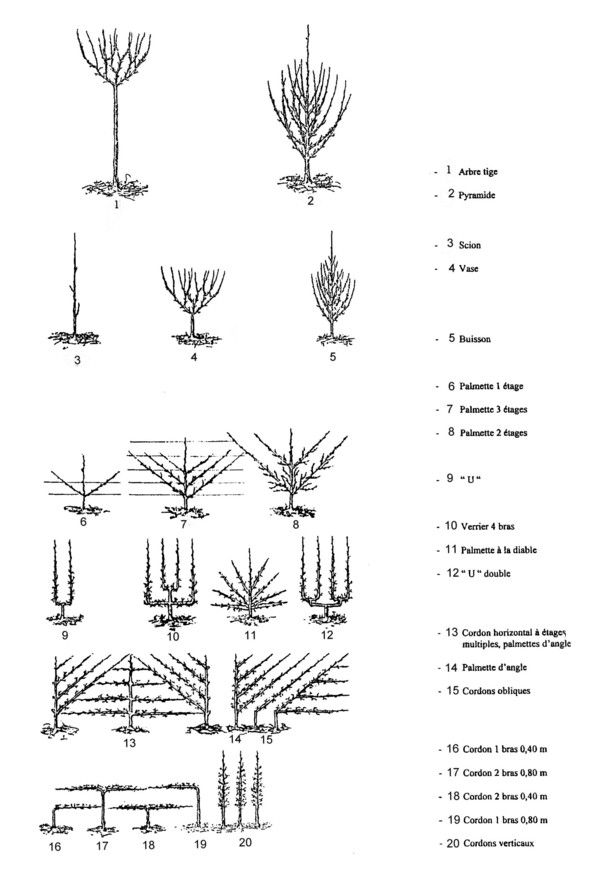
Les différentes formations possibles des arbres fruitiers

Un arbre fruitier peut être conduit de différentes façons afin de mieux s'adapter aux besoins de l'arboriculteur  (facilité de récolte des fruits). Une bonne taille de formation permet à l'arbre d'optimiser son ensoleillement et donc sa fructification. Si on laisse pousser l'arbre sans taille, on parle de formes naturelles : plein vent (ou tige ou haute tige) ou demi-tige.
Certaines formes sont plus ou moins adaptées à certaines espèces. Ainsi les châtaigniers, les noyers, les néfliers, les kakis doivent être laissés libres de se développer sans aucune formation.
Les arbres fruitiers à noyaux tels que pruniers, cerisiers et abricotiers sont plus adaptés au plein vent ou demi-tiges (hauteur de ramification : 1,30 à 1,50 m) pour les petits jardins.
Les pêchers apprécient le fuseau ou la demi-tige.
Les pommiers et poiriers supportent tous types de formation mais avec une fructification plus ou moins optimale.

## Évolution des types de taille des arbres à pépins

### Les formes anciennes

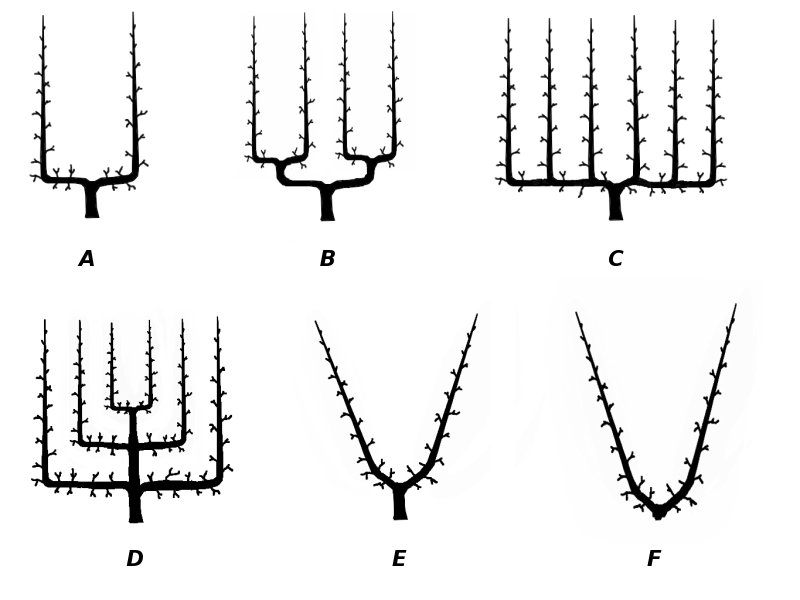
Exemples de palmettes
A: en U
B: en double u
C: candélabre
D: Verrier
E: en Y
F: en V.

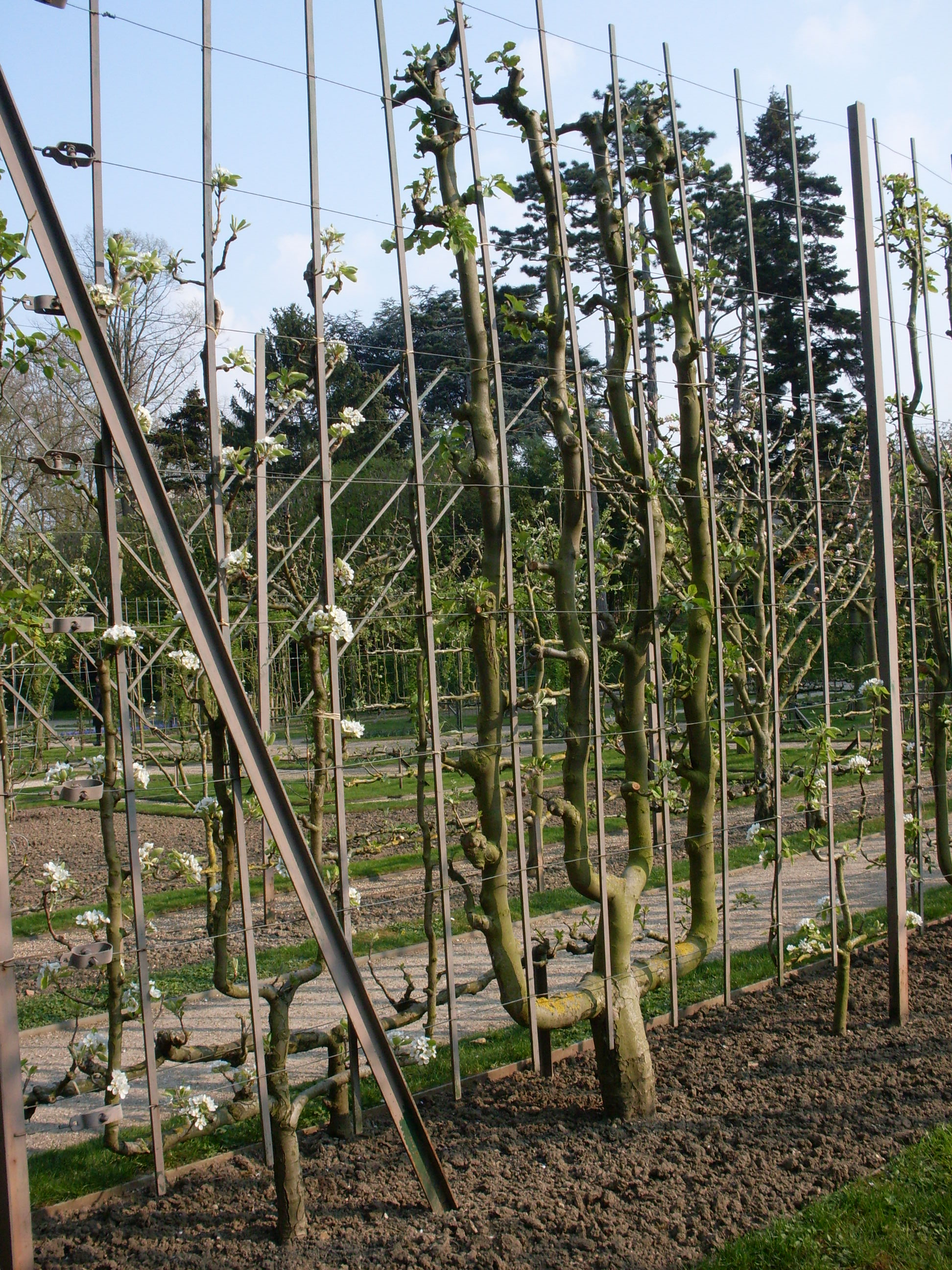
Arbres fruitiers dans le jardin Albert Kahn.

Traditionnellement, la conduite de l’arbre consiste à « construire » ce dernier, c’est-à-dire à lui donner une forme architecturale précise afin de mieux contrôler sa croissance et sa mise à fruit. Il s’agit d’établir une structure forte de l’arbre par la taille de formation (sans tenir compte de la spécificité de la variété taillée) et de contrôler la mise à fruit par la taille de fructification.
Cette pratique de la taille date du XVIIe siècle et a été développée sous l'impulsion de Jean-Baptiste de La Quintinie par les jardiniers des châteaux et des monastères pour des raisons avant tout esthétiques. Ces formes très contraignantes sont restées populaires en Europe jusqu'au milieu du XXe siècle, avant d'être remplacées par des formes plus libres nécessitant moins de taille.
La taille trigemme (trigemme veut dire « à trois bourgeons ») qui consiste à tailler les rameaux en ne laissant que trois yeux, était souvent utilisée en France pour ce genre de taille traditionnelle. Mais aucun arbre, aucune variété n'est semblable à l'autre, il est donc difficile d'utiliser une méthode unique. La taille trigemme peut être utilisée principalement pour les variétés peu vigoureuses.
Parmi les formes anciennes, on peut citer :
- Formes basse tige ou coniques : 
  - gobelet qui permet de créer un "puits de lumière" au centre de l'arbre (selon l'angle des branches, le gobelet s'appelle vase, entonnoir ou cylindre),
  - pyramide (selon la position des naissances des charpentières, la pyramide s'appelle fuseau, cône, quenouille, toupie ou colonne) ;
- formes en espalier (ou plates, palissées, dirigées ou en palmettes) : haie, palmette (conduite contre un mur en horizontal, vertical ou oblique), contre-espalier (palmette conduite sans mur mais avec treillis), palissage en V (tatura), candélabre, drapeau, cordon[3]. Ce sont des formes anciennes de moins en moins utilisées car elles ne sont pas naturelles et réclament beaucoup d'entretien et d'expertise[4].

### Prise en compte de la variété
L'inconvénient des anciens types de formations (palmette) et techniques de taille (trigemme) était de ne pas tenir compte de la spécificité de chaque variété.
En effet, difficile de tailler en petite forme une variété à très forte vigueur, sauf si on est prêt à passer beaucoup de temps chaque année à rabattre de façon très importante.

#### Tailler en fonction du port

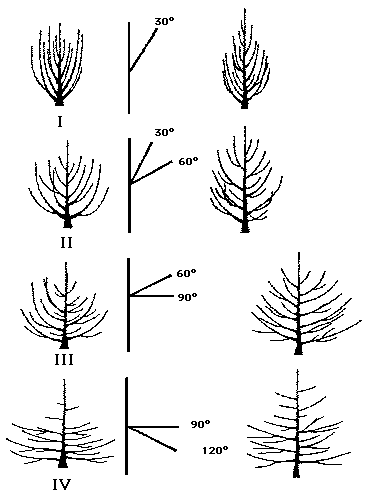
Classification Lespinasse (1970).

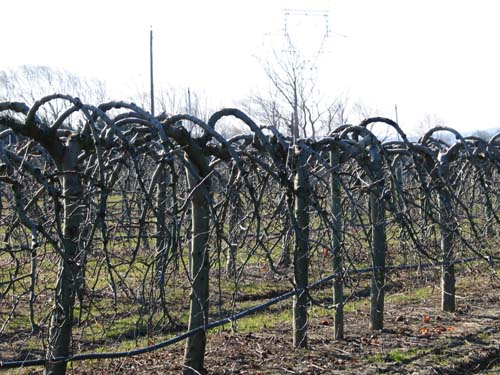
Pommiers formés selon la méthode Solen.

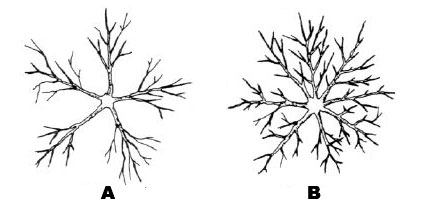
A : Taille centrifuge
B : Mauvaise taille.

Depuis les années 1970, l'INRA a pris en compte les différentes formes de port du pommier et les a classé selon quatre types (Classification Lespinasse) qu'il est important de connaître avant de tenter de structurer l'arbre ou lorsqu'on crée un verger afin de choisir les variétés adaptées à l'espace disponible.
- Type I : Spur vigoureux, la tige centrale n'est pas dominante (tendance basitonique). Variétés Red Delicious, Early gold.
- Type II : Spur faible (tendance acrotonique et alternante). Variétés McIntosh, Spartan, Idared, Macoun, reine des reinettes.
- Type III : Intermédiaire entre basitonique et acrotonique (Jonathan, Golden Delicious, Gala, Jonagold)
- Type IV : Port pleureur (tendance acrotonique peu alternante). Variétés Granny Smith, Reinette du Mans, Belle fleur jaune, Cortland, Rome Beauty.

### Les solutions successives
Les techniques de taille ont aujourd'hui évolué vers des formes beaucoup moins artificielles. Désormais, « tailler un arbre, c'est anticiper les processus naturels d'auto-élagage ».
Les arboriculteurs ont testé successivement les techniques suivantes :
- L’axe vertical : Jean-Marie Lespinasse, spécialiste du pommier à l'INRA, a proposé d'abord en 1975 « l’axe vertical » : un axe (tronc) autour duquel se développent librement les branches fruitières selon le type de fructification de la variété. Alors que dans les anciens vergers, les organes fructifères étaient maintenus par une taille courte sur des rameaux vieillissants, J-M. Lespinasse a préconisé la taille de renouvellement.

En son temps, l'axe vertical a constitué une véritable révolution, car avec son axe (tronc) non rabattu et ses branches non palissées, il allait à l’encontre des pratiques courantes de taille sévère et palissage important pour donner à l’arbre la forme désirée.
- Le Solen : à partir des années 1980, la technique du « Solen » permet de limiter la hauteur des arbres. Le scion (première pousse verticale d’un jeune arbre de pépinière) est rabattu à hauteur d’homme afin d’obtenir deux pousses qui sont croisées et arquées à l'horizontale. Mais cette technique est mal acceptée par les arboriculteurs car beaucoup trop contraignante en main-d'œuvre (temps et technicité).
- Le Solaxe : Lespinasse propose alors, en 1990, le « Solaxe » (Solen + Axe), un mélange des deux premières techniques. On laisse pousser l'axe sans jamais le tailler mais en le maintenant toujours à l'horizontale par arcure.
- La taille centrifuge :

À partir de 1995, le « MAFCOT » (collectif informel qui réunit des ingénieurs Inra pour la Maîtrise de la Fructification - Concepts et Techniques) décide de gérer simultanément le problème de la taille et de l'alternance. Le groupe propose une conduite dite « centrifuge ». À la différence d’un simple éclaircissage de jeunes fruits, cette manipulation supprime définitivement la coursonne en laissant un nombre de fruits proportionnel au diamètre de la branche : lorsque les extinctions ont été effectuées (lors de la première année de forte production : troisième ou quatrième année) elles ne sont plus à refaire (exception faite des nouvelles ramifications sur les croissances nouvelles de l’arbre).
L’extinction est bien un type de taille, mais pratiquée à un stade ultérieur du développement de l’arbre, sur les organes directement engagés dans la fructification. Ainsi, elle se différencie des tailles classiques qui agissent sur la structure de l’arbre, le tronc (taille de formation) ou les branches (taille de renouvellement), qui n’ont pas d’équivalent dans le fonctionnement physiologique normal de l’arbre, qui par conséquent réagit en réitérant le tronc ou la branche taillé. L’extinction permet de maîtriser l’alternance et d’éclairer de manière plus optimale et homogène l’ensemble de l’arbre. Pour ce faire, un puits de lumière ou cheminée est créé après extinction systématique au centre de l’arbre. Les fruits sont répartis davantage en périphérie d’où le terme de conduite centrifuge.
« L’arbre est davantage vu comme un ensemble de branches imbriquées en tuile, qui sont autant de capteurs hémisphériques de la lumière. Seule la partie périphérique est fructifère. L’extinction se produit naturellement à partir du centre de l’arbre et progresse de façon centrifuge quand l’arbre vieillit. Dans ce cas, on veille à dégager régulièrement les coursonnes et rameaux situés à l’intérieur de l’arbre. » .

## Taille d'entretien des arbres à noyaux
Les arbres à noyaux produisent sur le bois âgé d’un an ; ils doivent donc être taillés un minimum en se limitant au bois mort. Si on souhaite pratiquer une taille de formation, le faire juste après la fructification ou en février en supprimant le rameau ou coursonne qui a donné des fruits l’année précédente au niveau du nouveau rameau qui va fleurir.
Le "bouquet de mai" est un rameau très court présent sur les arbres à noyau et le groseillier. Tous ses bourgeons, excepté le terminal, se transforment en boutons à fleurs. Le bouquet de mai, dont les fruits sont les plus beaux, doit être conservé lors de la taille.

## Structure d'un arbre fruitier

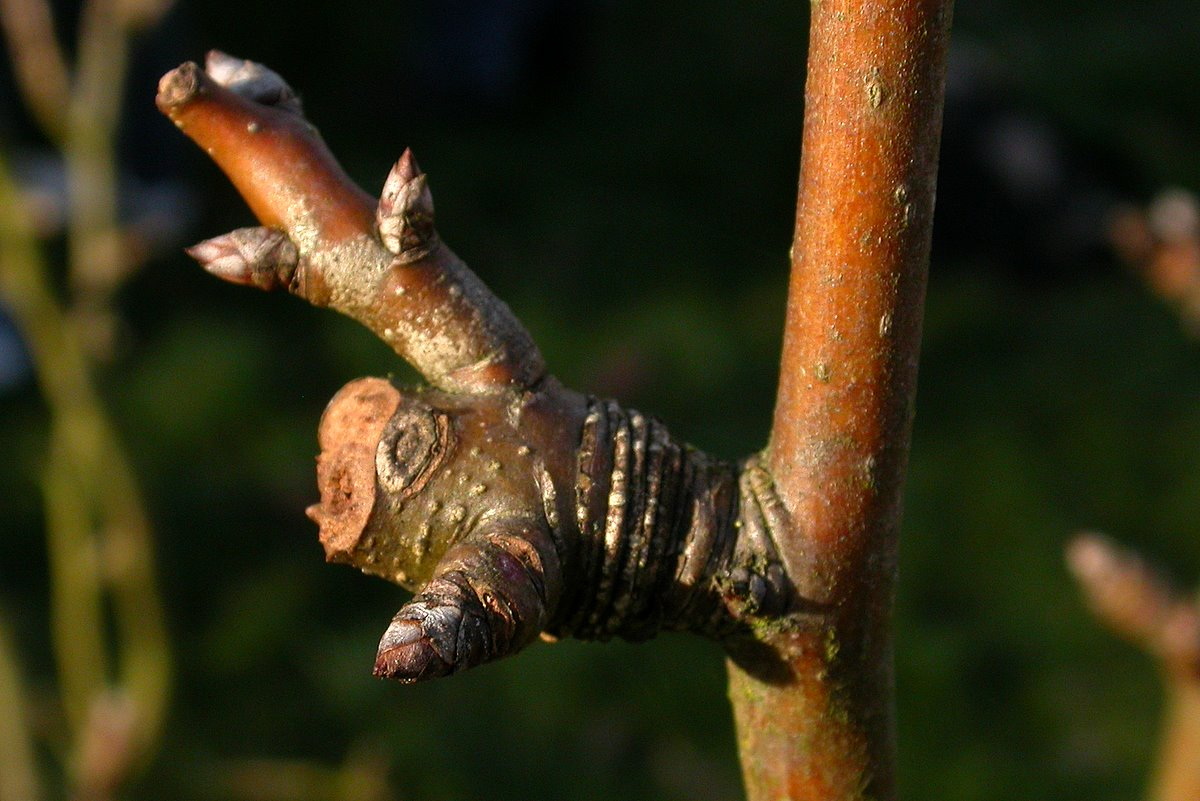
Bourse de poirier.

Les arbres fruitiers sont constitués de différents éléments qu'il est utile de connaître avant de procéder à la taille :
1. Œil à bois[9] : le plus petit bourgeon produit une pousse feuillée.
2. Dard : bourgeon indifférencié : il peut évoluer vers un bourgeon à bois ou à fleurs et il est issu d'une précédente fructification.
3. Bouton à fruit : le plus gros bourgeon produit une fleur, puis un fruit après fécondation.
4. Brindille : frêle rameau à bois.
5. Lambourde  : brindille portant un bouton à fruit à son extrémité.
6. Bourse : vestige de l'emplacement d'une fructification. À ne surtout pas tailler car elle produit des fruits chaque année.
7. Stipulaire : œil latent à la base des rameaux.
8. Coursonne : partie de l'arbre qui reste sur la branche charpentière après la taille. Cette branche secondaire, taillée court tous les ans, porte les fruits ou les nouvelles pousses de l'année.

Un arbre fruitier est constitué d’une part par le tronc et les branches charpentières qui portent des rameaux feuillés et d’autre part par les organes de fructification (bourgeons floraux, fleurs et fruits).

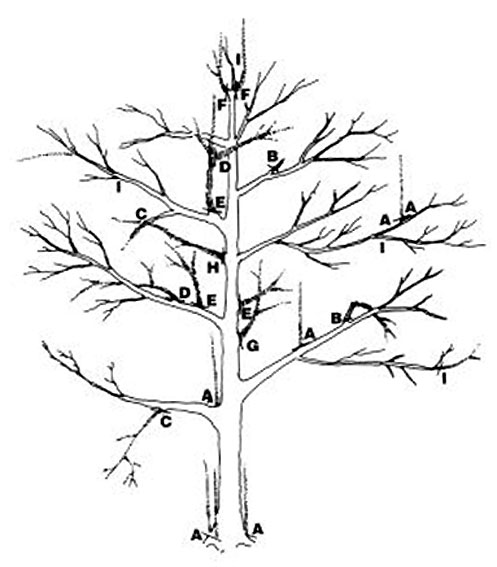
Les différents types de rameaux (voir légende ci-contre).

Selon la variété, son port naturel est érigé ou retombant, plus ou moins ramifié, mais dans tous les cas, « la branche fruitière constitue l’unité de travail dont l’arboriculteur va optimiser le positionnement dans l’arbre, et contrôler le développement au fil des ans » .
Sur le schéma ci-contre, on peut distinguer :
- A. et F. Rejets (ou réitérations traumatiques ou même gourmands): ces pousses végétatives qui puisent les éléments nutritifs nécessaires à la production de fruits sont à tailler. Elles apparaissent souvent à la base des arbres greffés sur des porte-greffes sensibles ;
- B. Moignons : branches cassées par le vent, une trop lourde charge de fruits ou une mauvaise taille. Ce sont des points d'entrées pour les maladies et les insectes et ils doivent donc être taillés au niveau de la branche saine la plus proche ;
- C. Branches poussant vers le bas : elles doivent être conservées car elles portent souvent des boutons à fruits mais on peut les raccourcir afin qu'elles ne laissent pas dans l'ombre les branches inférieures. De plus, elles ont tendance à se redresser car se dirigent naturellement vers la lumière ;
- D. Branches qui se croisent : elles créent des blessures sur l'écorce qui deviennent des points d'entrées pour les insectes et les maladies. Il faut supprimer l'une des branches fonction de : sa productivité, son emplacement, son âge ;
- E. Branches intérieures : on les taille parfois car elles sont à l'ombre. Si elles reçoivent suffisamment de soleil, elles seront très productives de par leur proximité avec la charpentière, fournissant une grande quantité de sève. Il faut les tailler car elles consomment de l'énergie inutilement ;
- G. Anticipé : c'est une pousse latérale se développant parallèlement à la flèche, l’axe ou la branche le portant. On peut les tailler pour les mêmes raisons que les gourmands mais cela n'est pas obligatoire ;
- F. Verticille : ils sont composés de plusieurs branches originaires du même point sur le tronc ou la branche souvent à la suite d'une taille. Les joints y sont plus faibles. Il faut donc sélectionner les rameaux les mieux placés et supprimer les autres ;
- I. Nouveau leader : On sélectionne un nouveau leader pour limiter ou réorienter la croissance de l'axe central dans la direction désirée.